# Testigos de Jehová en Singapur
El movimiento Estudiantes de la Biblia, del cual se desarrollaron los Testigos de Jehová, ha estado presente en Singapur desde 1912, aunque su derecho a practicar y propagar su religión, consagrado en el Artículo 15 de la Constitución de Singapur, no es absoluto. La Congregación de Testigos de Jehová de Singapur fue cancelada como sociedad en 1972; muchos Testigos han sido encarcelados por negarse a ser reclutados en las Fuerzas Armadas de Singapur.

## Historia
La Watch Tower Society comenzó sus operaciones en Singapur en 1912, cuando el país todavía estaba bajo el dominio británico. El segmento del movimiento Estudiantes de la Biblia asociado con la Watch Tower Society con el tiempo llegó a ser conocido como los Testigos de Jehová. El 17 de enero de 1941, todas las publicaciones de la Watch Tower Bible and Tract Society de Pensilvania fueron prohibidas, como resultado de la persistente negativa de los Testigos de Jehová a alistarse en las Fuerzas Aliadas en la Segunda Guerra Mundial. En 1960, los Testigos de Jehová fueron registrados oficialmente como sociedad bajo la Ley de Ordenanza de Sociedades de 1890. Sin embargo, el 14 de enero de 1972, la Congregación de Testigos de Jehová de Singapur fue cancelada por ser «perjudicial para el bienestar y el orden públicos», y su negativa a participar en el servicio militar obligatorio fue citada como factor agravante.  Según el Ministerio del Interior, en aquel momento había en el país unos trescientos testigos de Jehová.
Desde que se canceló el registro de la Congregación de Testigos de Jehová de Singapur, todos los Testigos que se niegan a servir en el ejército (alrededor de seis hombres al año) se han enfrentado a penas de prisión en virtud de la Ley de Alistamiento de 1970, pero a 2021 ninguno de estos hombres ha incurrido en antecedentes penales permanentes. Durante un debate parlamentario sobre el servicio militar obligatorio en Singapur, el ministro de Comercio e Industria, Lee Hsien Loong, señaló que los Testigos de Jehová tenían «un gran coraje de convicción»:

... cada año, unas pocas docenas de jóvenes testigos de Jehová tienen que ser sometidos a un consejo de guerra porque se niegan a realizar el servicio nacional y son condenados a prisión... Después de dos años son liberados. Se les entrega nuevamente la orden de alistamiento, se niegan nuevamente, los sometemos a un consejo de guerra nuevamente, van y cumplen un segundo período de detención hasta que, después de dos períodos, decimos: «Bueno, lo dejamos. Eso equivale a haber servido en el servicio nacional».

Los Testigos de Jehová experimentaron un resurgimiento en la década de 1990, cuando comenzaron a operar bajo la Asociación Internacional de Estudiantes de la Biblia. En 1994, había unos 2000 testigos de Jehová en el país, la mayoría de los cuales tenían entre 20 y 50 años. El 24 de febrero de 1995, a las 20:50 hora local, como parte de la «Operación Esperanza», la Fuerza de Policía de Singapur allanó cuatro residencias en Marsiling Crescent, Braddell Hill, Sims Avenue y Saujana Road que servían como puntos de reunión habituales para los Testigos de Jehová. Se confiscaron numerosas publicaciones prohibidas de la Watch Tower Society y de la Asociación Internacional de Estudiantes de la Biblia y 69 Testigos fueron arrestados.
En aquel momento, la pena máxima por asistir a una reunión de una sociedad ilegal era de tres años de prisión y una multa de 3000 dólares singapurenses. Entre noviembre y diciembre de 1995, 62 de los 69 testigos arrestados fueron juzgados y declarados culpables de asistir a reuniones ilegales. Todos fueron multados, aunque muchos prefirieron ser encarcelados.

## Desafíos legales
El 2 de julio de 1992, cuatro testigos de Jehová —Colin Chan Hiang Leng, Aw Lee Eng, Isaiah Pandapotan Tampubolon y Wan Kum Seng— fueron declarados culpables de posesión de publicaciones prohibidas de la Watch Tower Society y se les impusieron multas que oscilaban entre 400 y 800 dólares singapurenses. En el caso Chan Hiang Leng Colin y otros contra el Ministro de Información y las Artes (1994), el Tribunal Supremo se negó a reconocer a los testigos de Jehová como una «minoría religiosa» cuyos derechos estaban protegidos por el artículo 152(1) de la Constitución ya que eran una organización prohibida.
Además, el derecho a practicar y propagar la propia religión en Singapur, tal como se establece en el artículo 15(1) de la Constitución, no es absoluto. El Tribunal de Apelación afirmó en Chan (1996) que las creencias religiosas de los Testigos de Jehová varones en el país no podían eximirlos del servicio militar obligatorio en las Fuerzas Armadas de Singapur. Al mismo tiempo, sostuvo que «no se ha quitado a un ciudadano el derecho a profesar, practicar o propagar sus creencias religiosas, incluso como Testigo de Jehová. Es la manera de llevar a cabo estas actividades la que está limitada por las órdenes pertinentes». Concluyó que el servicio nacional era un «principio fundamental» y que «las creencias y prácticas religiosas que van en contra de... la soberanía, integridad y unidad de Singapur... deben ser restringidas». El consejero de la reina de Canadá, Glen How, opinó en nombre de los apelantes que los testigos de Jehová en Singapur habían sido castigados con demasiada severidad; el presidente del Tribunal Supremo, Yong Pung How, señaló que How «vivía en un mundo de dibujos animados».
El 1 de noviembre de 1994, Peter Williams Nappalli, profesor del Instituto de Educación Técnica (IET), fue despedido por negarse repetidamente a recitar el juramento nacional o cantar el himno nacional en la escuela debido a sus creencias como Testigo de Jehová. Posteriormente, Nappalli demandó al IET por despido injustificado, pero su demanda fue rechazada por el Tribunal Superior el 22 de octubre de 1998. El Tribunal de Apelación desestimó su apelación un año después y argumentó que sus acciones no eran religiosas, sino «filosóficas», y que «(distorsionaron) hechos seculares convirtiéndolos en creencias religiosas». Sostuvo además que no tenía derecho a la protección constitucional en virtud del artículo 15, ya que «el artículo 15 tomado en su conjunto demuestra que la preocupación primordial de la Constitución es una declaración de los derechos de los ciudadanos enmarcada en un contexto social más amplio de mantenimiento de la unidad como una nación». En opinión del tribunal, las acciones del apelante demostraron una falta de «lealtad a la nación» y, por lo tanto, pusieron en peligro la unidad nacional.